# From Time
From Time è un brano musicale del rapper canadese Drake contenuto nel suo terzo album in studio, Nothing Was the Same, pubblicato il 24 settembre 2013.

## Composizione e produzione
Il brano presenta la partecipazione della cantante Jhené Aiko. È stato scritto dai due interpreti insieme a Chilly Gonzales e a Noah "40" Sbebib, che ha anche prodotto il brano. È stato composto in chiave Re minore con un ritmo di 94 battiti per minuto. From Time è una canzone di genere R&B downtempo formata da schiocchi di dita a ritmo e un pianoforte, quest'ultimo suonato da Chilly Gonzales. Il contenuto lirico del brano è stato descritto come riflessivo perché vengono approfonditi diversi momenti della vita di Drake. La canzone parla delle passate relazioni del rapper con altre donne. Discute anche del suo rapporto fratturato con il suo padre, durante il quale si lamenta di aver chiesto il suo consiglio mentre fuma marijuana e beve birra Corona tra un ritornello e l'altro cantato da Jhené.

## Registrazione
From Time è stato registrato ai Metalworks Studios, nella città canadese di Mississagua e al The Yolo Estate a Hidden Hills. Le parti vocali di Jhené Aiko sono state registrate nella Fisticuffs Gym a Culver City e il processo di missaggio è avvenuto a Toronto.

## Tracce
Testi e musiche di Aubrey Graham, Jhené Chilombo, Noah Shebib, Jason Beck.
1. From Time (feat. Jhené Aiko) – 5:20

## Formazione
- Aubrey Drake Graham – voce, scrittura
- Jhené Aiko – voce aggiuntiva, scrittura
- Travis Savoury Baka – cori di sottofondo
- Chilly Gonzales – scrittura, pianoforte
- Noah "40" Shebib – scrittura, produzione, registrazione
- Noel Cadastre – ingegneria della registrazione
- Noel "Gadget" Campbell – missaggio
- Christian Plata – ingegneria della registrazione
- Brian Warfield – ingegneria della registrazione
- Travis Sewchan – assistenza alla registrazione

## Classifiche
| Classifica (2013)         | Posizione massima |
| ------------------------- | ----------------- |
| Francia                   | 126               |
| Regno Unito               | 56                |
| Regno Unito (R&B)         | 13                |
| Stati Uniti               | 67                |
| Stati Uniti (R&B/Hip-Hop) | 26                |